# Angelo Attaguile
Angelo Gioachino Gaetano Attaguile (ur. 12 maja 1947 w Grammichele) – włoski polityk, działacz piłkarski, poseł XVII kadencji.

## Życiorys
Syn polityka Gioacchina Attaguile. Był przedstawicielem studentów na wydziale prawa Uniwersytetu w Katanii. Działał także we władzach krajowych młodzieżówki Chrześcijańskiej Demokracji. Pracował w przedsiębiorstwie z branży morskiej, później w latach 1981–1993 był prezesem Istituto Autonomo Case Popolari w Katanii, miejskiej instytucji zarządzającej budownictwem komunalnym. Od 1985 do 1992 przewodniczył Arsiacap, zrzeszeniu podobnych instytucji na Sycylii. W latach 1987–1991 pełnił funkcję prezesa klubu piłkarskiego Calcio Catania (pod koniec lat 90. wyróżniony tytułem honorowego prezesa tego klubu). Uzyskał uprawnienia biegłego rewidenta, podejmując pracę w tym zawodzie. Pełnił też różne funkcje w spółkach prawa handlowego.
Należał do Ruchu dla Autonomii. W 2013 jako kandydat jest partii z listy Ludu Wolności uzyskał mandat posła do Izby Deputowanych XVII kadencji, który sprawował do 2018. Na początku kadencji przeszedł do frakcji Ligi Północnej. Objął stanowisko sekretarza krajowego „Noi con Salvini”, związanej z LN inicjatywy politycznej skierowanej do wyborców południowych regionów Włoch.